# Džunnin
Císař Džunnin (japonsky 淳仁天皇, Džunnin-tennó) byl japonským vládcem od roku 758–764. Narodil se v roce 733, zemřel v roce 765. V pořadí byl 47. císařem Japonska dle tradičního seznamu japonských císařů, viz dále.
Džunnin byl sedmým synem prince Toneriho, který byl synem císaře Temmua. Když Toneri zemřel, byly Džunninovi pouhé tři roky a neměl u dvora žádné výsadní postavení. Vše se změnilo v roce 757, kdy císařovna Kóken, jeho druhá sestřenice, ho prohlásila korunním princem místo prince Funada, kterého korunním princem prohlásil císař Šómu. Císařem se stal v roce 758 po abdikaci Kóken.
Džunnin po dlouhou dobu nebyl uznáván za císaře, chyběl v oficiálních seznamech japonských císařů až do pozdního 19. století. Džunnin za své vlády byl spíš loutkou na trůně, měl velmi malou moc a velmi jednoduše se s ním manipulovalo.
| Japonští císaři   | Japonští císaři | Japonští císaři  |
| ----------------- | --------------- | ---------------- |
| Předchůdce: Kóken | 758–764 Džunnin | Nástupce: Šótoku |